# Avram Iancu

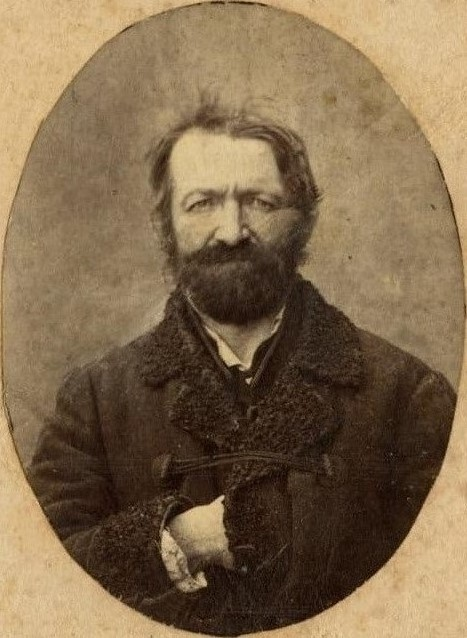
Avram Iancu

Avram Iancu (* 1824 in Felsővidra, rumänisch Vidra de Sus, heute Avram Iancu; † 10. September 1872 in Baia de Criș) war ein rumänischer Rechtsanwalt und Revolutionär aus Siebenbürgen.

## Leben

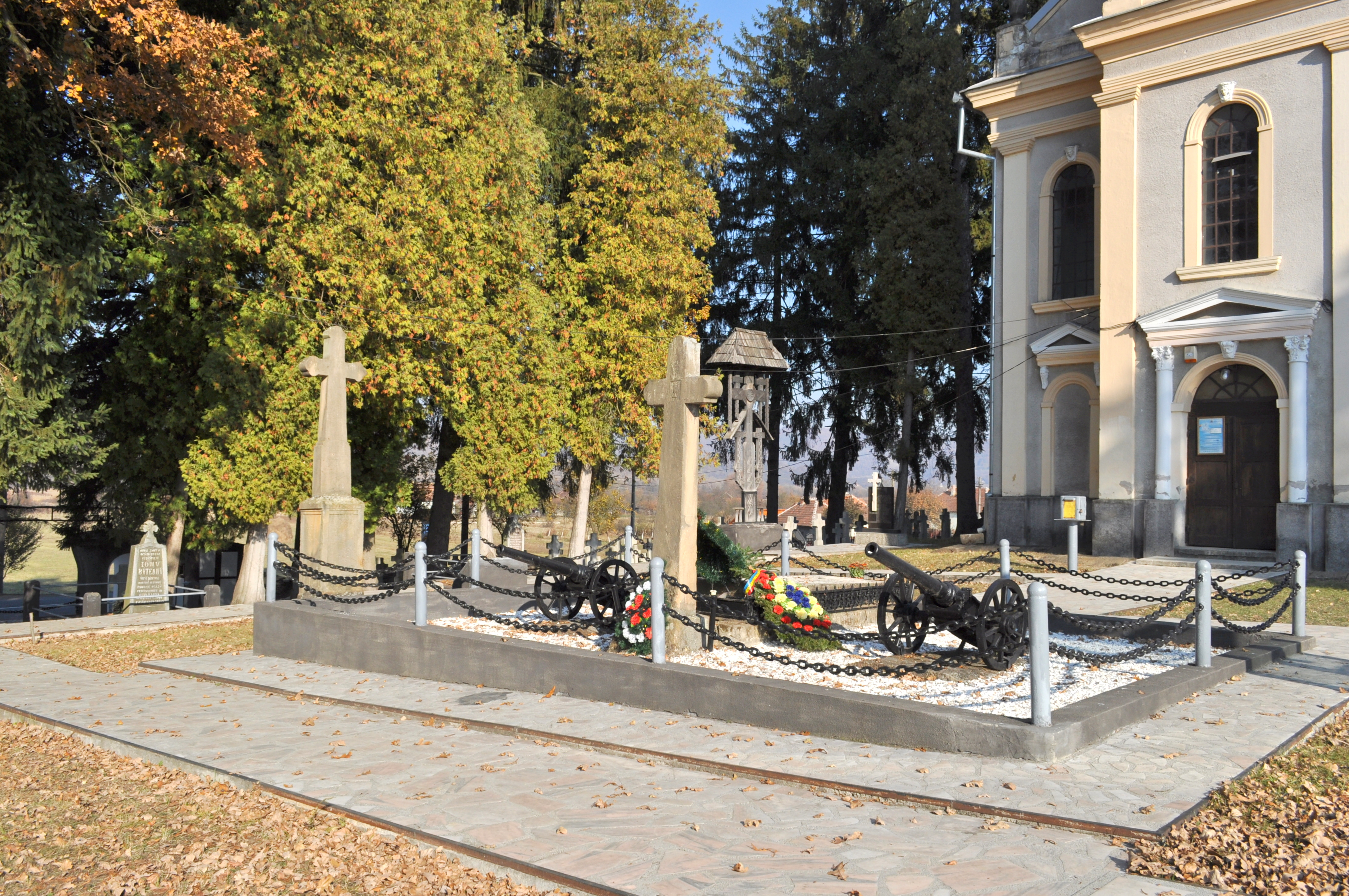
Grabstätte von Avram Iancu

Iancu war einer der Anführer der rumänischen Bewegung während der Revolution von 1848/49 in Siebenbürgen und hatte unter seiner Kontrolle das Apuseni-Gebirge, seine Heimatgegend. Er kämpfte mit österreichischer Unterstützung gegen den ungarischen antihabsburgischen Aufstand. Durch einige Erfolge in Scharmützeln gegen das ungarische Militär erlangte er schnell Bekanntheit im Volk. Nach der Niederschlagung der ungarischen Revolution durch Habsburger- und Zarentruppen zog sich Avram Iancu in das Apuseni-Gebirge zurück. Er starb am 10. September 1872 in geistiger Umnachtung in Baia de Criș.
Iancus Beisetzung fand drei Tage später in dem von Baia de Criș eingemeindeten Dorf Țebea in der Nähe der Horea-Eiche (heute ein Betonkorsett) statt.

## Rolle in der rumänischen Geschichtsschreibung
Nach der Vereinigung Siebenbürgens mit Rumänien 1918 und besonders in den 1970er und 1980er Jahren wurde Avram Iancu in der rumänischen Geschichtsschreibung eine wichtige Rolle als rumänischer Nationalheld zugeschrieben, der sich erfolgreich gegen ungarische Hegemonialbestrebungen zur Wehr gesetzt habe. Auch nach der Revolution 1989 wurden in siebenbürgischen Städten mit einer starken ungarischen Minderheit (z. B. in Cluj-Napoca) Avram-Iancu-Denkmäler errichtet, die die Legitimität des rumänischen Anspruchs auf Siebenbürgen untermauern sollen. Dies wird von ausländischen Historikern im Zusammenhang mit den anhaltenden ethnischen Spannungen zwischen Rumänen und Magyaren in Siebenbürgen gesehen.
Der Geburtsort Avram Iancus wurde 1924 – anlässlich seines 100. Geburtstages – nach ihm umbenannt. Daneben trägt heute auch der Flughafen von Cluj-Napoca seinen Namen.